# Bundesautobahn 57
Pour les articles homonymes, voir A57.
La Bundesautobahn 57 (BAB 57, A57 ou Autobahn 57) est une autoroute allemande de Rhénanie-du-Nord-Westphalie qui relie la frontière néerlandaise (au niveau de Goch) à Cologne en passant par Krefeld et Neuss (banlieue de Düsseldorf). L’A57 fait partie de l’E31 et est poursuivie par l’A77 aux Pays-Bas vers Nimègue et Rotterdam. Elle mesure 128 kilomètres.

## Tracé
L'autoroute comporte 30 sorties numérotées de 1 à 30 de Goch à Cologne et croise 6 autoroutes dans le même sens:
- à Kamp-Lintfort
- à Moers
- à Meerbusch
- à Kaarst
- à Neuss
- à Cologne